# Steyr SL 11 HUA 280
Der SL 11 HUA 280 war ein von 1984 bis 1992 von Steyr-Daimler-Puch in Wien gebauter Überlandbus.

## Geschichte
Der SL 11 HUA 280 ist eine von zwei Herstellervarianten des sogenannten Gemeinschaftsbusses, der anhand eines von der Österreichischen Post- und Telegraphenverwaltung und den Österreichischen Bundesbahnen gemeinschaftlich (daher der Name) erstellten Anforderungsprofils konzipiert wurde.
Der SL 11 HUA 280 ist also nur zeitlich der Nachfolger des Steyr-Mercedes SML 14H 256, der österreichischen Version des Mercedes-Benz O 303. Aus österreichischer Entwicklung gab es vor dem SL 11 HUA 280 die Stadtbus-Prototypen Steyr SS 11 HU 200 und danach SS 11 HUA 250, die unter der Bezeichnung Transitbus oder Österreichbus vermarktet wurden. Ab 1987 folgten als Serienfahrzeuge der SS 11 HUA 240 bzw. SS 11 HUA 280 mit dem Design des Gemeinschaftsbusses.
Die Aufbauten waren standardisiert, Motor und Antriebsstrang waren bei Steyr Eigenentwicklungen, bei Gräf & Stift Aggregate vom Eigentümer MAN. Der Gemeinschaftsbus von Gräf & Stift trug die Bezeichnung Gräf & Stift GSÜH 290 M12. Es gab zwei Motorvarianten des SL 11 HUA 280. Bis 1988 wurde der Steyr / Saurer 9 FUA mit 280 PS verbaut. Ab 1988 folgte der Mercedes OM447hLA mit ebenfalls 280 PS. Die schwächer motorisierten Prototypen trugen noch die Bezeichnung SL 11 HUA 250. 
Neben dem Überlandlinienbus (mit der Türanordnung vM) wurden noch andere Modelle hergestellt:
- SFL 11 HUA 280: Fernlinienbus mit der Türanordnung vh, einem größeren Gepäckraum und besserer Ausstattung wie z. B. Klimaanlage[1]
- SS 11 HUA 280: Stadtbus (bzw. Schibus) mit Türanordnung VM oder VMH. Weiters baute der bulgarische Bushersteller Tschawdar in Lizenz ca. 15 Stück Tschawdar 130 Prototypen und 200 Stück Tschawdar 120.
- STS 11 HU: O-Bus Variante des Stadtbusses, mit elektrischer Ausstattung von Kiepe. Auch Tschawdar baute einen Tschawdar 130 O-Bus Prototypen.
- SG 18 HUA 280: Gelenkbus, Türanordnung VMG oder VMGH. Auch Tschawdar baute einen Tschawdar 140 Prototypen und den Tschawdar 141. Weiters baute die Fa. Jelcz in Polen 1992/93 in Zusammenarbeit mit Volvo 8 Stück M180.
- SMP 11 HUA 250 und SFM 11 HUA 280: Infobusse (Türanordnung vM)
- SVK 12 MUA 285: Kombibus (Türanordnung v)

Der SL 11 HUA 280 war der letzte Überlandlinienbus von Steyr aus rein österreichischer Produktion. Nach dem Verkauf der Bussparte von Steyr-Daimler-Puch an Volvo wurden ab 1992 adaptierte Versionen hergestellt, die Bauteile aus der Volvo-Produktion verwendeten, wie z. B. der SL 12 HUA 285, SL 12 HUA 340 und SL 12 HUA 360. Auch von diesen gab es verschiedene Ausführungen. 1999 endete die Produktion der Gemeinschaftsbusse, da Volvo das Steyr-Werk in Wien schloss.

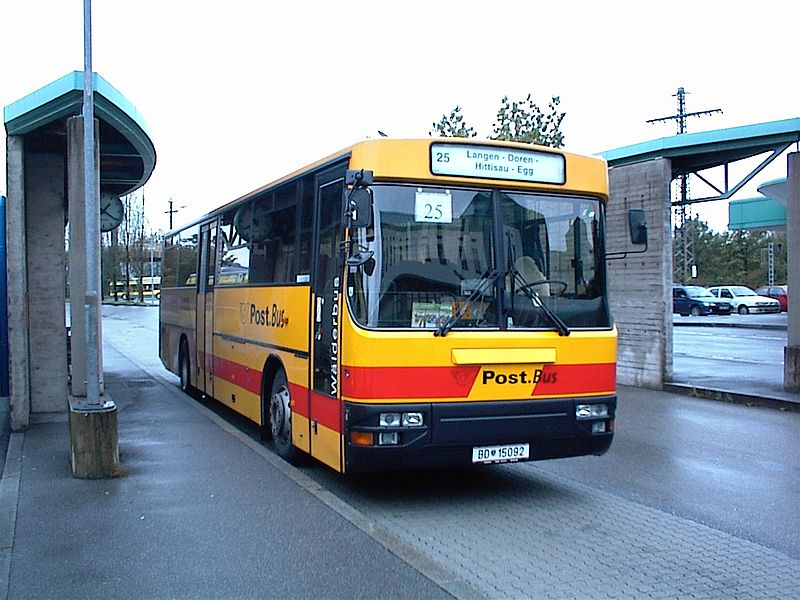
Ein Steyr SL 12 HUA 340 vom Postbus, abgestellt am Bahnhof Bregenz

Erklärung der Typenbezeichnungen:
- S = Steyr
- SM = Steyr-Mercedes
- SV = Steyr-Volvo
- L = Überlandlinienbus
- FL = Fernlinienbus
- S = Stadtbus
- G = Gelenkbus
- P = Präsentationsbus
- FM = Fernmelde-Infobus
- K = Kombibus
- HUA = Heck-Unterflur-Antrieb mit Aufladung

Erklärung der Türanordnung:
- Kleinschreibung = 1 Türflügel
- Großschreibung = 2 Türflügel
- v, V = Türe vor der Vorderachse
- m, M = Türe zwischen der Vorder- und der Hinterachse
- h, H = Türe nach der Hinterachse

## Abnehmer

### Linien- und Fernlinienbusse
Der Großteil der Busse wurde an Post und Bahn geliefert. 
Die ersten Prototypen wurden 1984 noch unter der Bezeichnung SL 11 HUA 250 mit einem 250-PS-Steyr-Motor gebaut. Die drei an die Post gelieferten Prototypen trugen die Kennzeichen PT 13.735, PT 13.736 und PT 13.738. Sie wurden erstmals im März 1984 zugelassen. Die Bahn erhielt 1984 ebenfalls zwei Prototypen unter der Bezeichnung SL 11 HUA 250/93. Diese trugen die Kennzeichen BB 4.003 und BB 4.501. 
Es gab noch eine Vorserie mit dem Motor Steyr/Saurer 9FUA der ersten Serienfahrzeuge. Von dieser Vorserie unter der Bezeichnung SL 11 HUA 280 wurden 1985 zwei weitere Fahrzeuge an die Bahn geliefert. Diese trugen die Kennzeichen BB 4.004 und BB 4.502. Auch die Post erhielt 1984 mit PT 13.737 und 1985 mit PT 13.741 und PT 13.742 nochmal drei Vorserienfahrzeuge mit dem Steyr/Saurer Motor 9FUA der ersten Serien. Diese wurden als Fernlinienvariante mit der Bezeichnung SFL 11 HUA 280 geliefert. 
Die Serienfahrzeuge folgten von 1986 bis 1992. Die ersten 21 Serienfahrzeuge für die Post wurden mit den Kennzeichen PT 14.011 bis PT 14.031 im Dezember 1986 ausgeliefert. Die erste Serie von 24 Fahrzeugen an die Bahn wurde 1987 mit den Kennzeichen BB 4.005 bis 4.028 geliefert.
Die Auslieferungen endeten bei der Post im Juni 1992 mit BD 14.660. Das letzte Fahrzeug an die Bahn war 1992 BD 4.130.
503 Busse der Typen SL 11 HUA 280 und SFL 11 HUA 280 wurden allein an die Post und Bahn geliefert. Die Post hat insgesamt 384 Überlandbusse erhalten (Linie- und Fernlinie), die ÖBB bekam 119 derartige Fahrzeuge.
Die nachfolgenden Tabellen beinhalten die Linien- und Fernlinienvariante. Stadtbusse und Gelenkbusse wurden nicht mitgezählt. An die ÖBB wurde je ein Fernlinienbus SFL 11 HUA 250 (Prototyp) und SFL 11 HUA 280 geliefert, sowie der Nachfolger SFL 12 HUA 285 und SFL 12 HUA 360 mit VOLVO B10B Motor und Fahrwerk.
Die Lieferungen an die österreichische Post folgten auf folgende Baujahre verteilt:
| Jahr           | 1984 | 1985 | 1986 | 1987 | 1988 | 1989 | 1990 | 1991 | 1992 |
| Auslieferungen | 4    | 2    | 21   | 70   | 70   | 68   | 62   | 53   | 34   |

Die Lieferungen an die ÖBB folgten auf folgende Baujahre verteilt:
| Jahr           | 1984 | 1985 | 1986 | 1987 | 1988 | 1989 | 1990 | 1991 | 1992 |
| Auslieferungen | 2    | 2    | 0    | 24   | 24   | 25   | 20   | 19   | 3    |

In Österreich sind selbst bei kleineren Verkehrsbetrieben kaum noch welche im Einsatz, wohl aber in Osteuropa, wohin die meisten verkauft wurden. Der 2015 von Martin Messner in Horb (DE) erworbene ÖBB-Bus BB 4.021 (Baujahr 1987, mit Steyr Motor) befindet sich seit 2023 bei den Omnibusfreunden Klagenfurt. Bei einem oberösterreichischen Sammler befindet sich auch noch der Postbus PT 14.310 (Baujahr 1989, mit Mercedes-Motor).

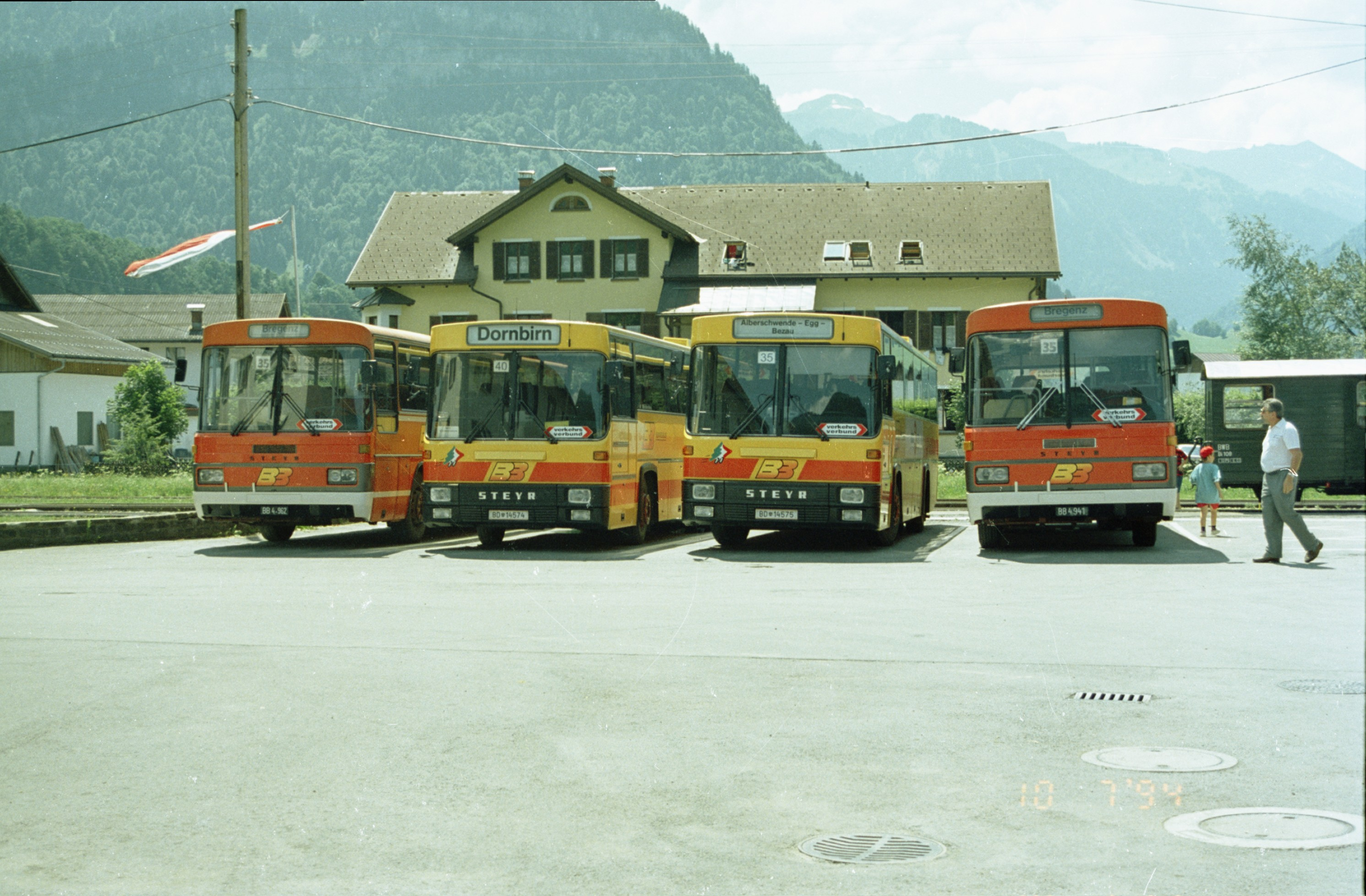
Zwei Steyr SL 11 HUA 280 vom Postbus zwischen zwei Steyr-Mercedes SML 14H 256 vom Bahnbus, abgestellt am Bahnhof Bezau
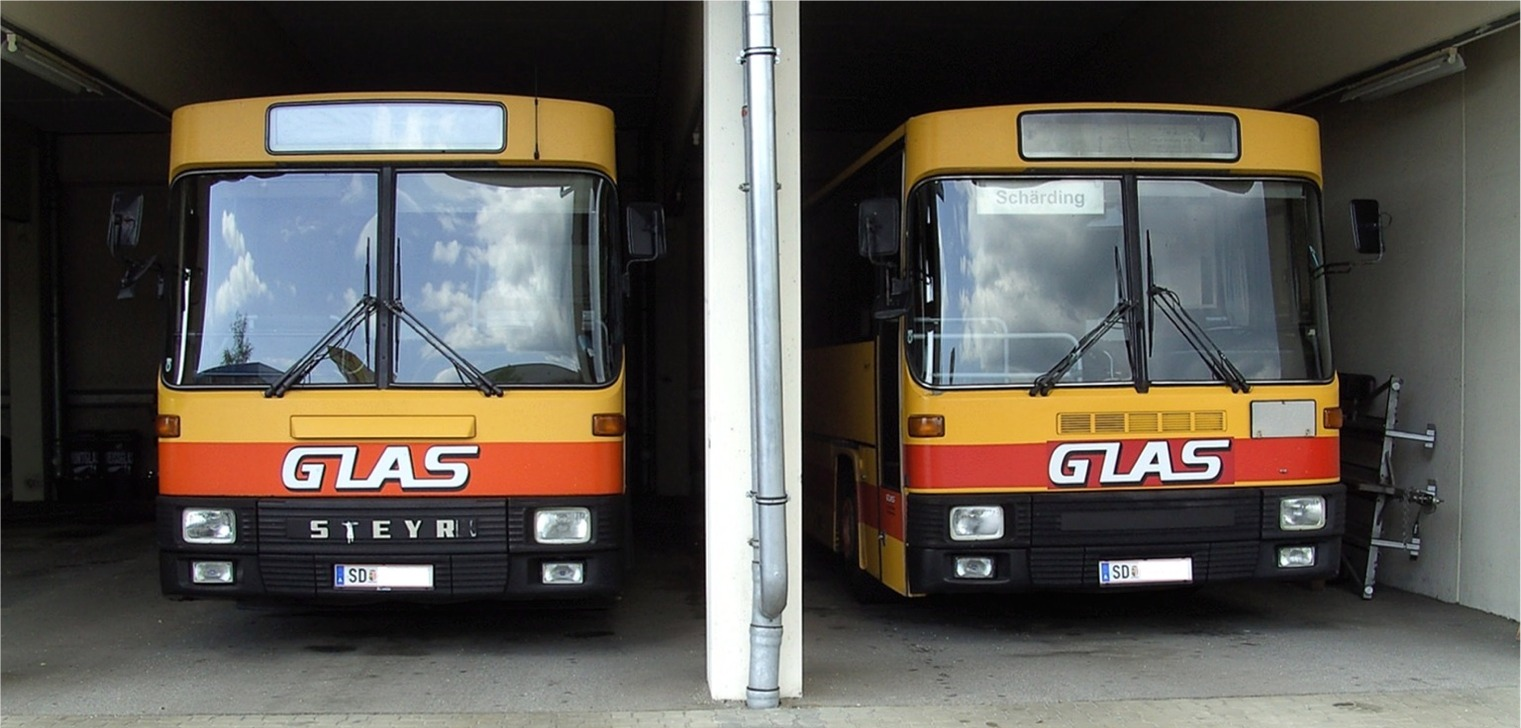
Zwei Steyr SL 11 HUA 280 in der Garage in Schärding, welche die Fa. Glas 2005 mitsamt den dortigen Postbuslinien übernommen hatte

### Stadtbusse (inkl. O-Busse)
Die Stadtbus-Variante fand sich neben Post und Bahn auch bei den städtischen Verkehrsbetrieben in Bruck an der Mur (von der Mürztaler Verkehrsgesellschaft), Graz, Innsbruck, Linz, Salzburg, Steyr und Ybbs an der Donau; als O-Bus von 1989/90 bis 2003 in Salzburg (Nr. 107–114), und in Linz (Nr. 240–243). Beim Verein Pro Obus Salzburg ist der O-Bus Nr. 109 betriebsfähig erhalten. Ein Tschawdar 130 ist als Oldtimer erhalten. Der Tschawdar 130 O-Bus Prototyp war von 1993 bis 2010 in Sofia im Einsatz (Nr. 2525).

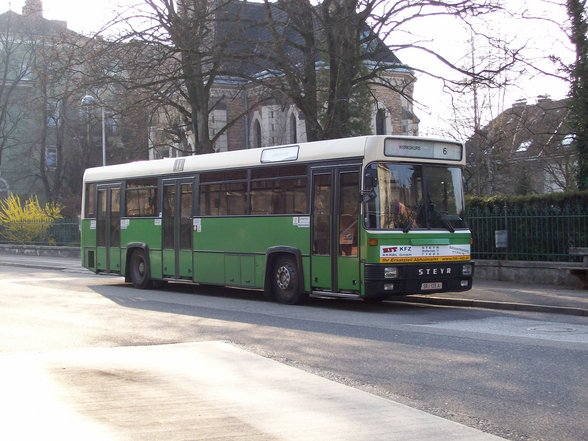
Steyr SS 11 der Stadtwerke Steyr, abgestellt am Bahnhofsvorplatz
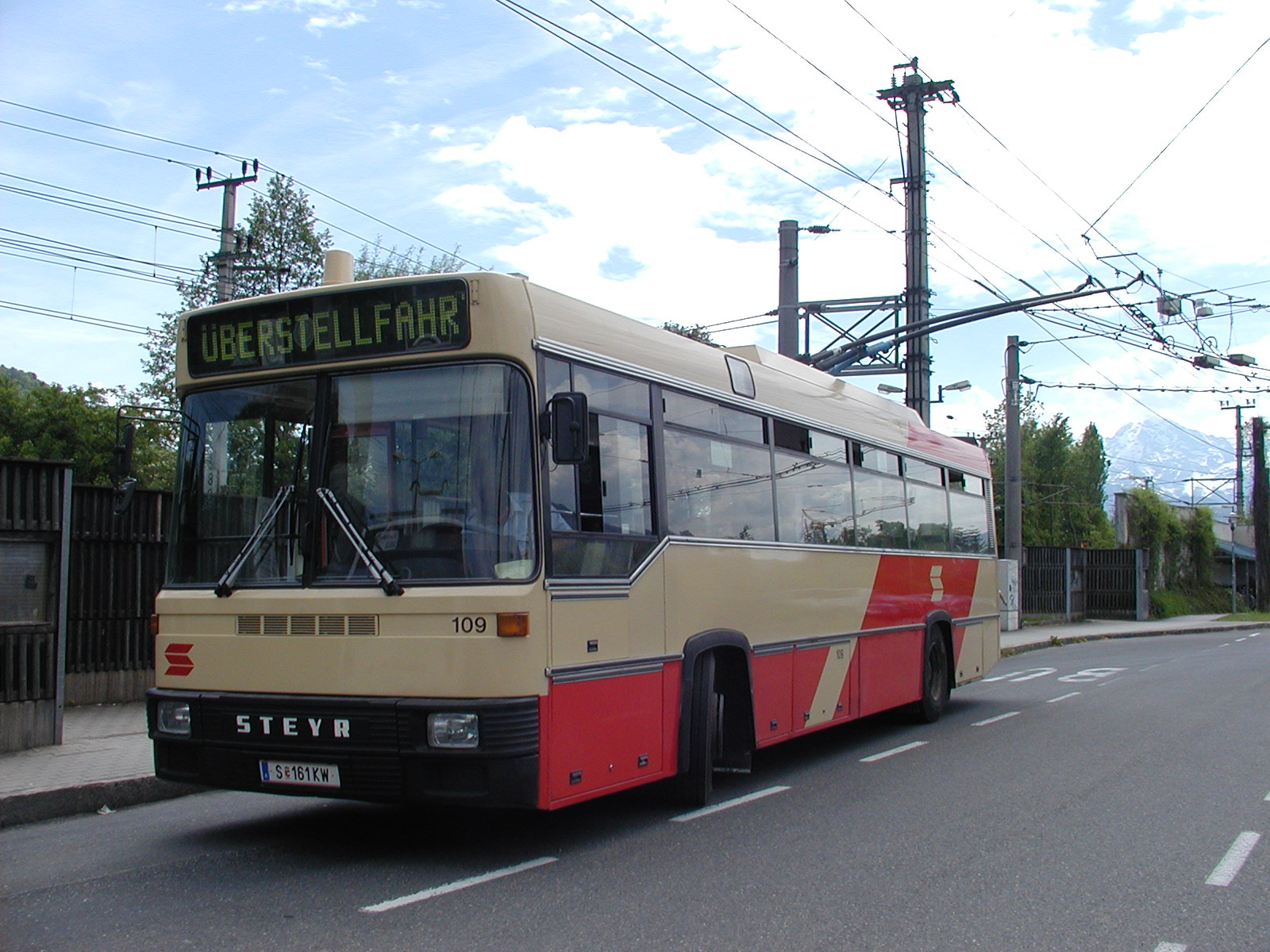
Steyr-Kiepe STS 11 des Vereins Pro Obus Salzburg, ex Salzburg Nr. 109, in Salzburg
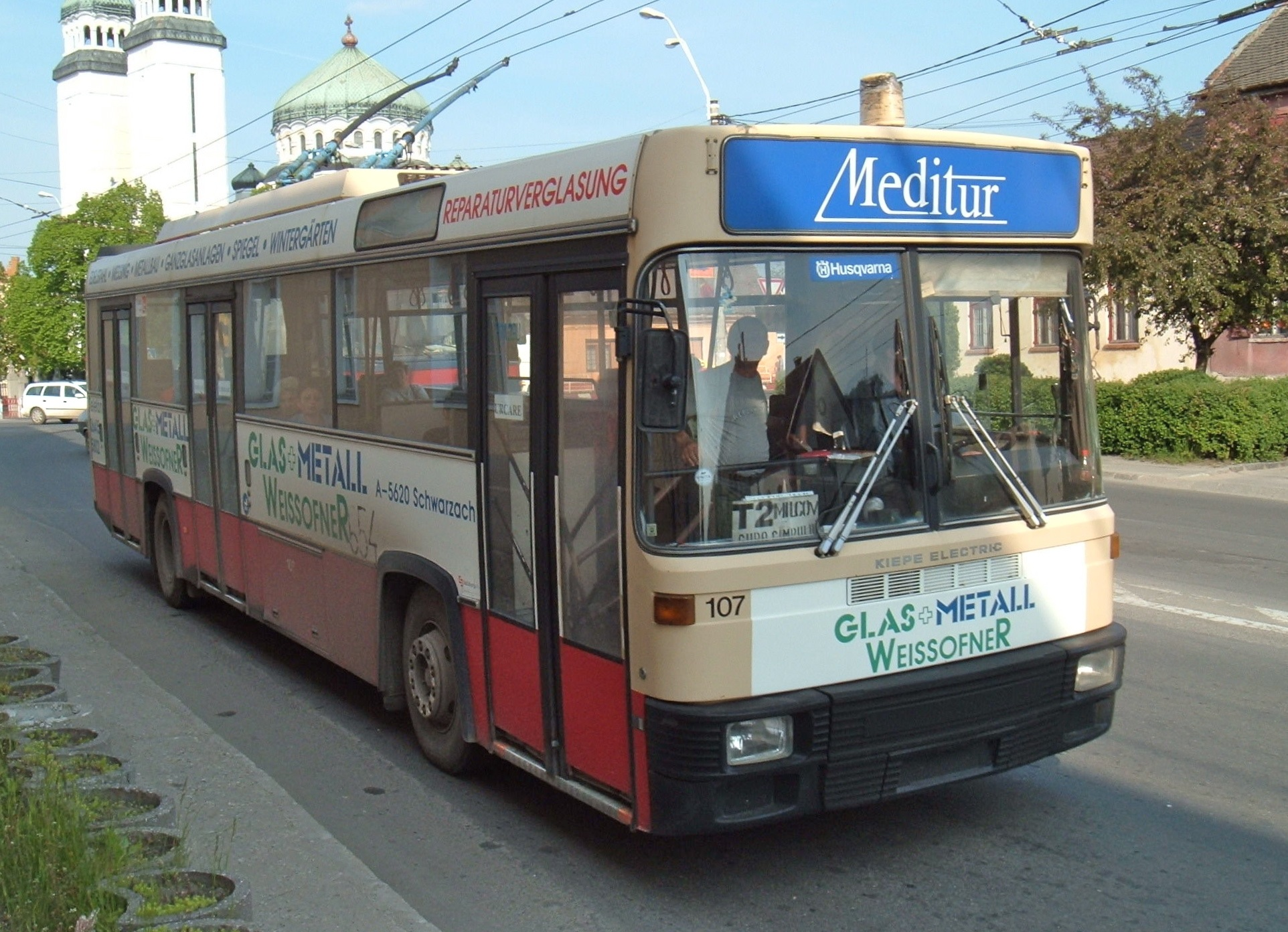
Steyr-Kiepe STS 11, ex Salzburg Nr. 107, in Mediaș (Rumänien)
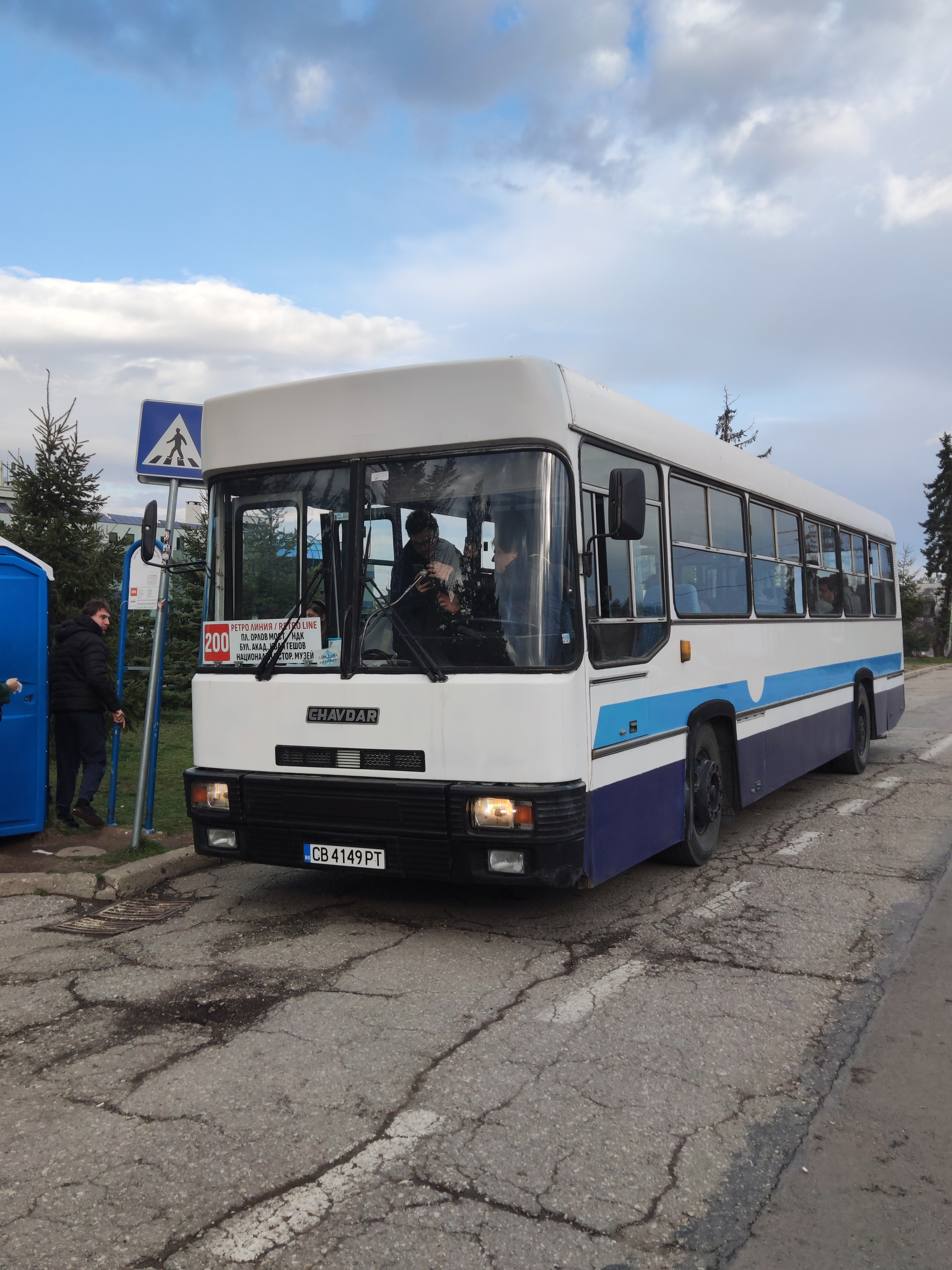
Tschawdar 130 Oldtimer in Sofia (Bulgarien)
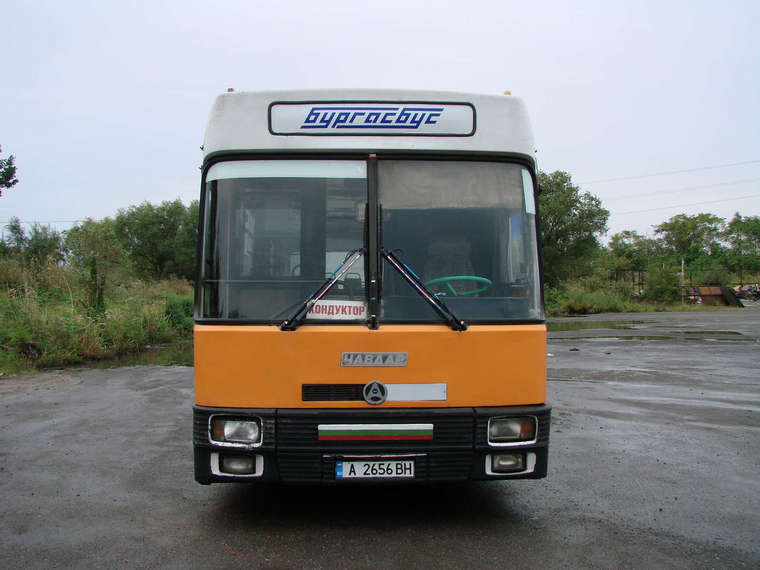
Tschawdar 120 in Burgas (Bulgarien)
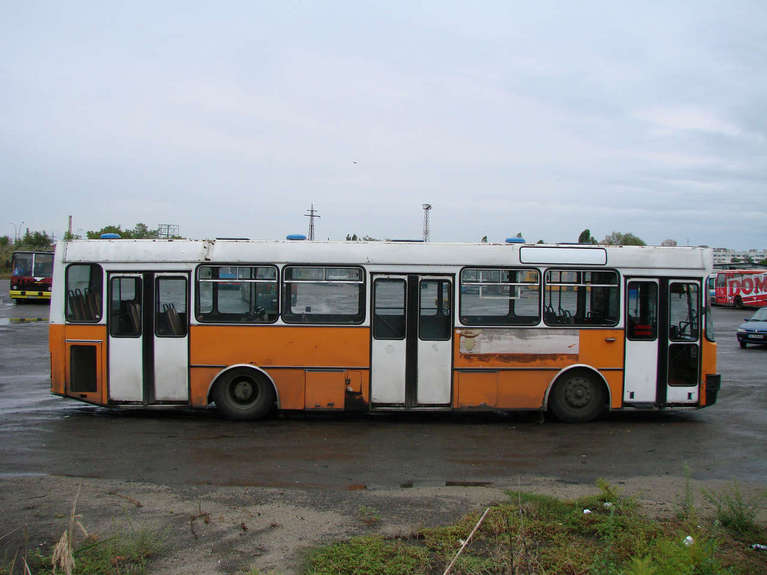
Tschawdar 120 in Burgas (Bulgarien)

### Gelenkbusse
Die ersten Gelenkzüge wurden 1988 unter der Bezeichnung SG 18 HUA 280 mit den Kennzeichen PT 14.232 und PT 14.233 und dem Steyr/Saurer Motor 9FUA an die Post geliefert. Ab 1991 wurden die Fahrzeuge unter der Bezeichnung SG 18 HUA 340 mit dem stärkeren VOLVO Motor THD102 KD340 beginnend mit BD 14.474 gebaut. Es handelte sich in beiden Fällen ausschließlich um Schubgelenkbusse mit Heckmotor und Antrieb auf die dritte Achse. Weitere Exemplare gingen an die Bahn und den Stadtbus Steyr. Ein Tschawdar 141 ist als Oldtimer in Sofia erhalten. Von den Jelcz M180 ging 1993 ein Exemplar nach Warschau (Nr. 7370), die anderen sieben nach Breslau.

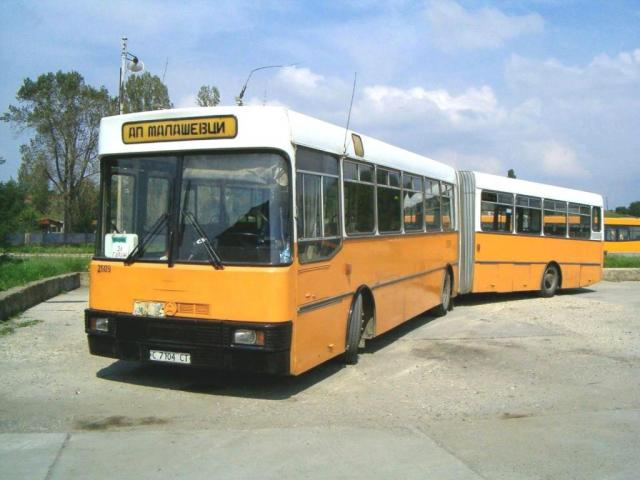
Tschawdar 141 in Sofia (Bulgarien)
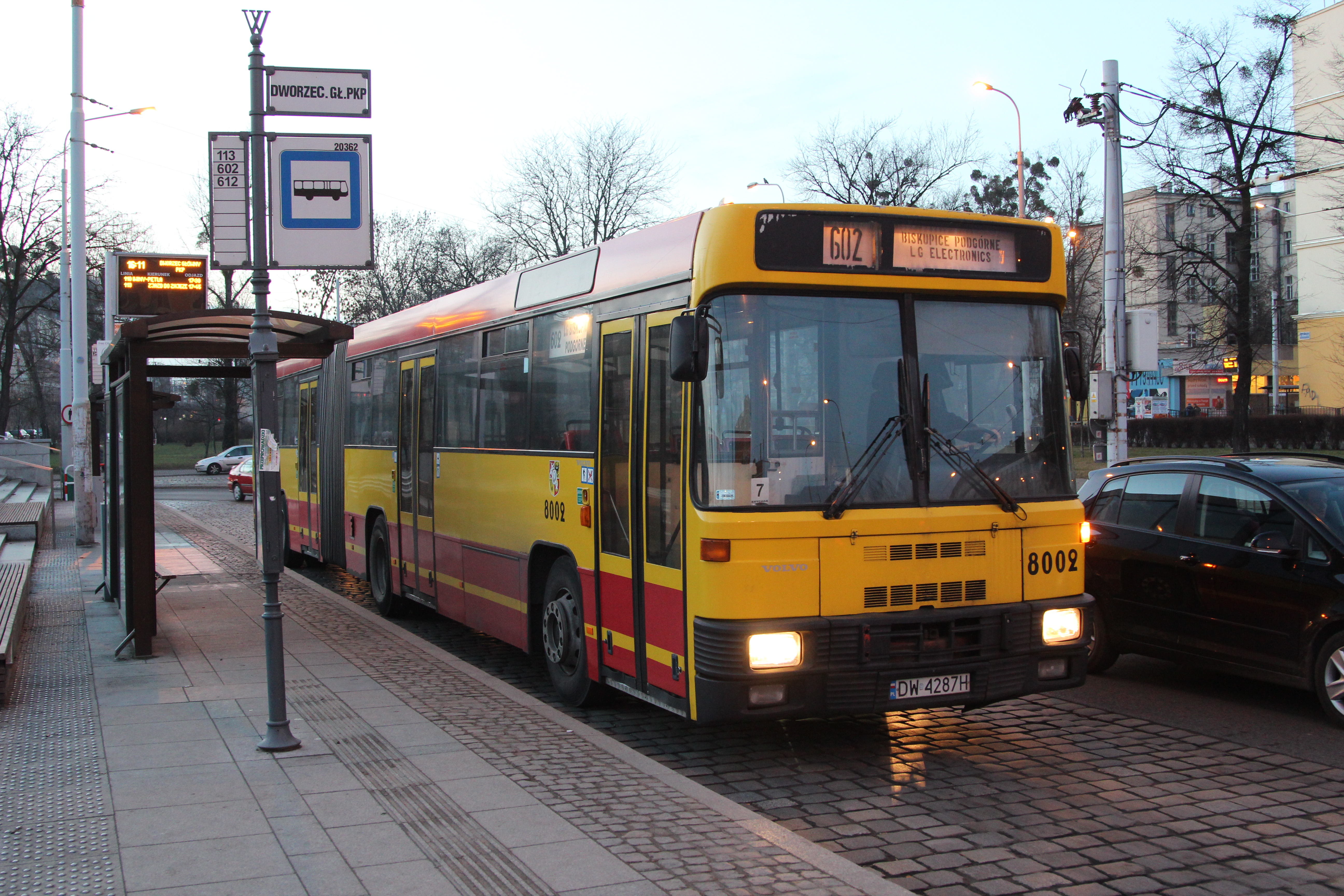
Jelcz M180 in Breslau (Polen)

### Infobusse
In geringer Stückzahl baute Steyr auch Infobusse in zwei Varianten, 1982/83 vier Stück SMP 11 HUA 250 mit den Kennzeichen PT 38.073, PT 38.074, PT 38.077, PT 38.078 und 1989/1991 noch vier SFM 11 HUA 280 (mit erhöhtem Dach im hinteren Teil) mit den Kennzeichen PT 68.587, PT 68.656, PT 68.657. Sie dienten der Post dazu, ihre Leistungen auf Jahrmärkten, Messen u. dgl. zu präsentieren. Von Privatpersonen in Niederösterreich, Oberösterreich und Vorarlberg werden, welche als Wohnmobile bzw. Renntransporter genutzt.

### Kombibusse
Eine lange Tradition bei der Österreichischen Post hatten Paketbusse, wobei es auch Varianten für eingeschränkten Personentransport gab. Der letzte derartige Kombibus war der SVK 11 MUA 285 von Steyr, dessen Front noch an den Gemeinschaftsbus erinnerte. Dieser LKW verfügte über einige Sitzplätze hinter dem Fahrerplatz. Es wurden nur zwei Stück gebaut (1991, BD 14.493 und BD 14.494).